# Gastrorchis lutea
Gastrorchis lutea là một loài thực vật có hoa trong họ Lan. Loài này được (Ursch & Toill.-Gen. ex Bosser) Senghas mô tả khoa học đầu tiên năm 1984.

## Hình ảnh

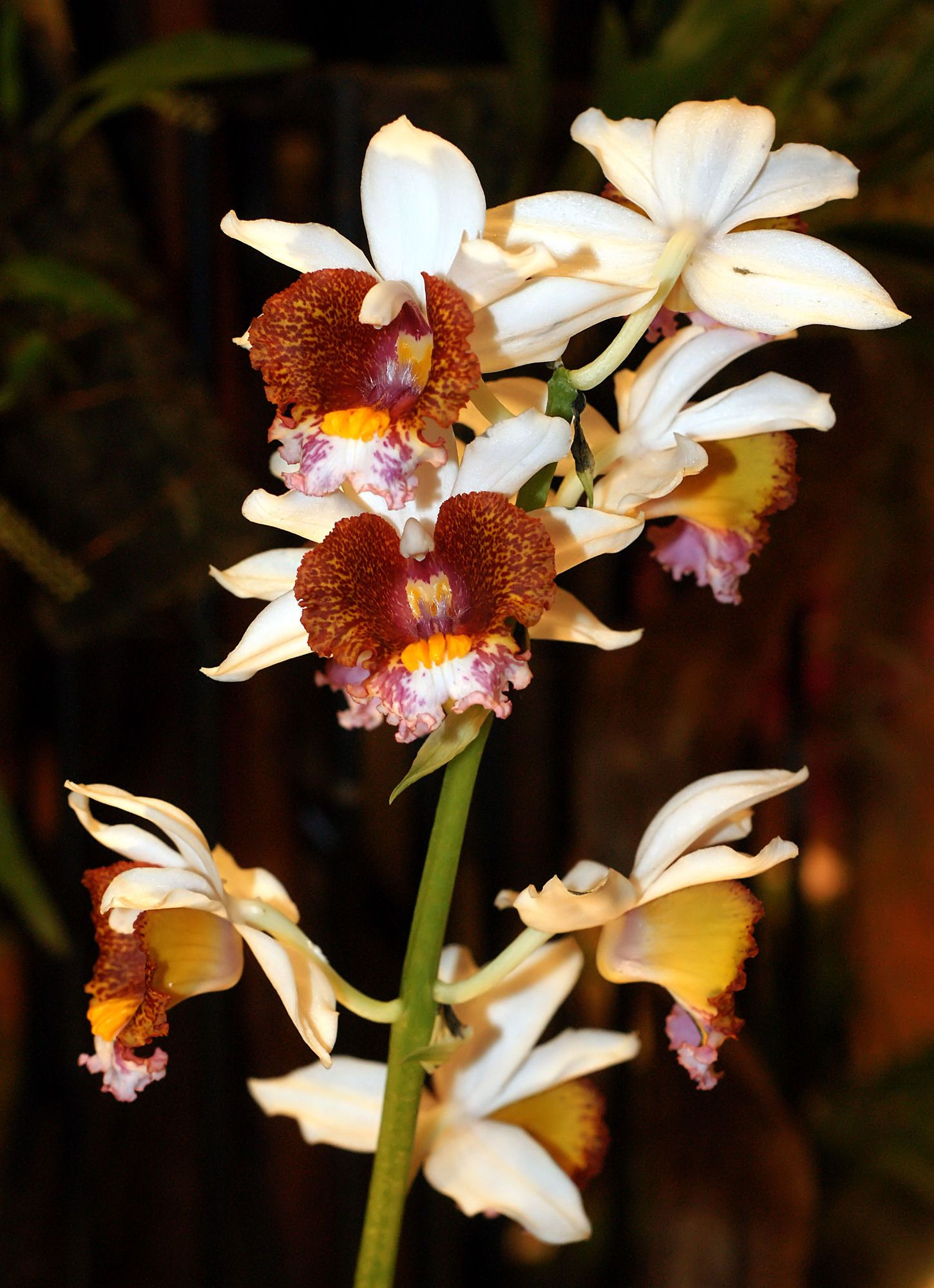